# Roman Runowicz
Roman Runowicz (ur. 9 listopada 1946 w Wałbrzychu) – polski muzyk rockowy, gitarzysta, wokalista, kompozytor, autor tekstów, malarz, rysownik, lider zespołu Romuald i Roman.

## Życiorys
Absolwent Wydziału Architektury Politechniki Wrocławskiej. Debiutował w formacji ELAR. Współzałożyciel i równorzędny lider zespołu Romuald & Roman (1968-1971) z którego w 1971 roku przeszedł do Nurtu. W roku 1972 poznał swoją przyszłą żonę, córkę konsula Niemieckiej Republiki Demokratycznej we Wrocławiu, folkową piosenkarkę Katję Kuczyński z którą wkrótce po nagraniu albumu Nurt do NRD i zamieszkał w Berlinie, gdzie mieszka do dziś.
Prowadził działalność koncertową z kolejnymi, zakładanymi przez siebie polsko-niemieckich zespołach rockowych i folkowo-bluesowych, tj.: Katja & Roman, później pod nazwą Katja, Roman & Co. (1972-1977), Roman Inc. (1977-1985) i Roman Blues Inc. (1985-1991). Przez skład pierwszej z nich przewinęło się wielu wrocławskich muzyków: Aleksander Mrożek (gitara), Kazimierz Cwynar (gitara basowa), Waldemar Janicki (perkusja) (w składzie z tymi byłymi muzykami Nurtu, zespół nagrał w 1974 roku singla pt. Ich Will Sein Wie Das Meer), Jan Borysewicz (gitara), Jerzy Kaczmarek (instrumenty klawiszowe), Włodzimierz Krakus (gitara basowa) oraz perkusiści: Ireneusz Nowacki, Ryszard Sroka i Eugeniusz Mańko. Pierwszy i największy przebój państwa Runowiczów pt. S-Bahn Blues był zapowiedzią muzycznego kierunku w którym zespół podążył, a mianowicie country, country rock i folk rock. W 1978 podczas jam session w Folk-Pubie w Berlinie Zachodnim, wrocławski muzyk zagrał z Alexisem Kornerem i z Keithem Richardsem z The Rolling Stones (nagrał również solówkę gitarową na jedną z jego solowych płyt). Również pod koniec lat 70. rozpadło się małżeństwo Romana i Katji, która uciekła potajemnie do RFN w bagażniku samochodu dyplomatycznego. W roku 1991 gitarzysta zakończył swą muzyczną karierę. W 2009 roku wystąpił w filmie dokumentalnym o zespole Romuald & Roman pt. Gdzie chłopaki z tamtych lat?